# Brick lane 59

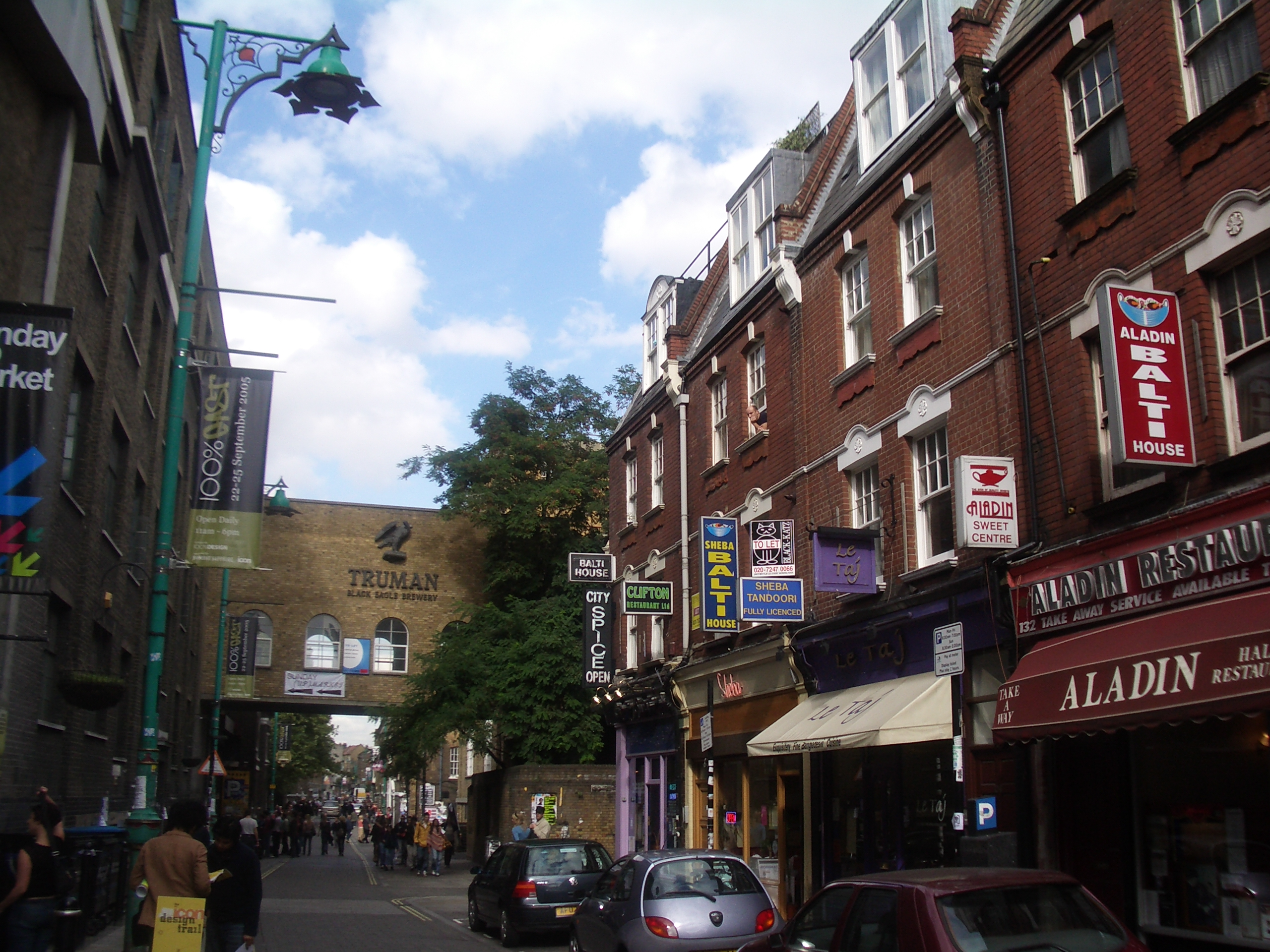
Aspecto contemporâneo da Brick lane

Brick lane 59, como é conhecido, é um edifício localizado na esquina da Brick lane e Fournier Street, na cidade de Londres.
Em tijolos e janelas em arco, o modesto edifício é um marco das mudanças socioculturais na capital britânica, e também reflexo de macro-mudanças na geopolítica global, uma vez que, tendo sido construído em 1743 para abrigar uma igreja cristã protestante, tornou-se uma sinagoga em 1897 e, desde 1976 serve como mesquita, atendendo majoritariamente a comunidade bengali local.

## História
O edifício da Brick lane 59 foi construído em 1743 pelos huguenotes refugiados da França que procuravam na Inglaterra escapar da perseguição católica enfrentada em sua terra natal. O prédio serviu como local de culto e também escola. A comunidade francófona deixou na área um importante legado arquitetônico de construções Georgianas, mas com o passar de poucas gerações foi gradualmente assimilada e o local transferido em 1809 para a "The London Society for Promoting Christianity Among the Jews".
Com o objetivo de divulgar o cristianismo aos judeus, a sociedade permaneceu no local por 10 anos. Em 1819, sem conseguir grandes sucessos na região, mudou-se para outro lugar e o prédio passou à mão dos Metodistas, cuja presença era tradicional na região desde o primeiro sermão de John Wesley, pregado nas proximidades.
A presença judaica, aumentada após 1881 com o grande afluxo de judeus de língua Ídiche também refugiados dos pogroms no leste europeu, deu origem a uma escola no sótão do edifício. Mais tarde, floresceu no local uma sinagoga, ativa até 1960, quando a mudança da comunidade para outros locais levou ao fechamento do prédio por vários anos.
Em 1976, para atender comunidade islãmica, crescente na região desde o final da II Guerra, foi estabelecida no local a mesquita "Jamme Masjid".